# Hevesvezekény
Hevesvezekény è un comune dell'Ungheria di 708 abitanti (dati 2001). È situato nella contea di Heves.